# Cecropia (Attica)
Cecropia (in greco antico: Κεκροπία?) era una città dell'antica Grecia ubicata nell'Attica, forse da identificare con il nucleo urbano più antico della stessa Atene. Il nome di Cecropia viene usato anche per designare l'intera Attica.
Strabone raccoglie una informazione di Filocoro secondo la quale era una delle dodici città fondate dal mitico re Cecrope in Attica e che poi furono unite da Teseo a formare l'antica Atene.